# Casa de Cantaber
A Casa de Cantaber está localizada em Conímbriga, Portugal.

## Descrição
A casa atribuída a Cantaber (importante aristocrata de Conimbriga no século V) é a maior residência privada da cidade, com 3.260 m2. Foi construída no último quartel do século I e sobreviveu até ao abandono da cidade já na Idade Média. A fachada norte da casa possuía um pórtico monumental aberto para uma praça. As cerca de quatro dezenas de compartimentos que compões este edifício estão distribuídas em cinco conjuntos, cada um com o seu peristilo.
Foi dos primeiros edifícios a serem escavados, logo no início dos anos 30 do séc. XX.

## Galeria

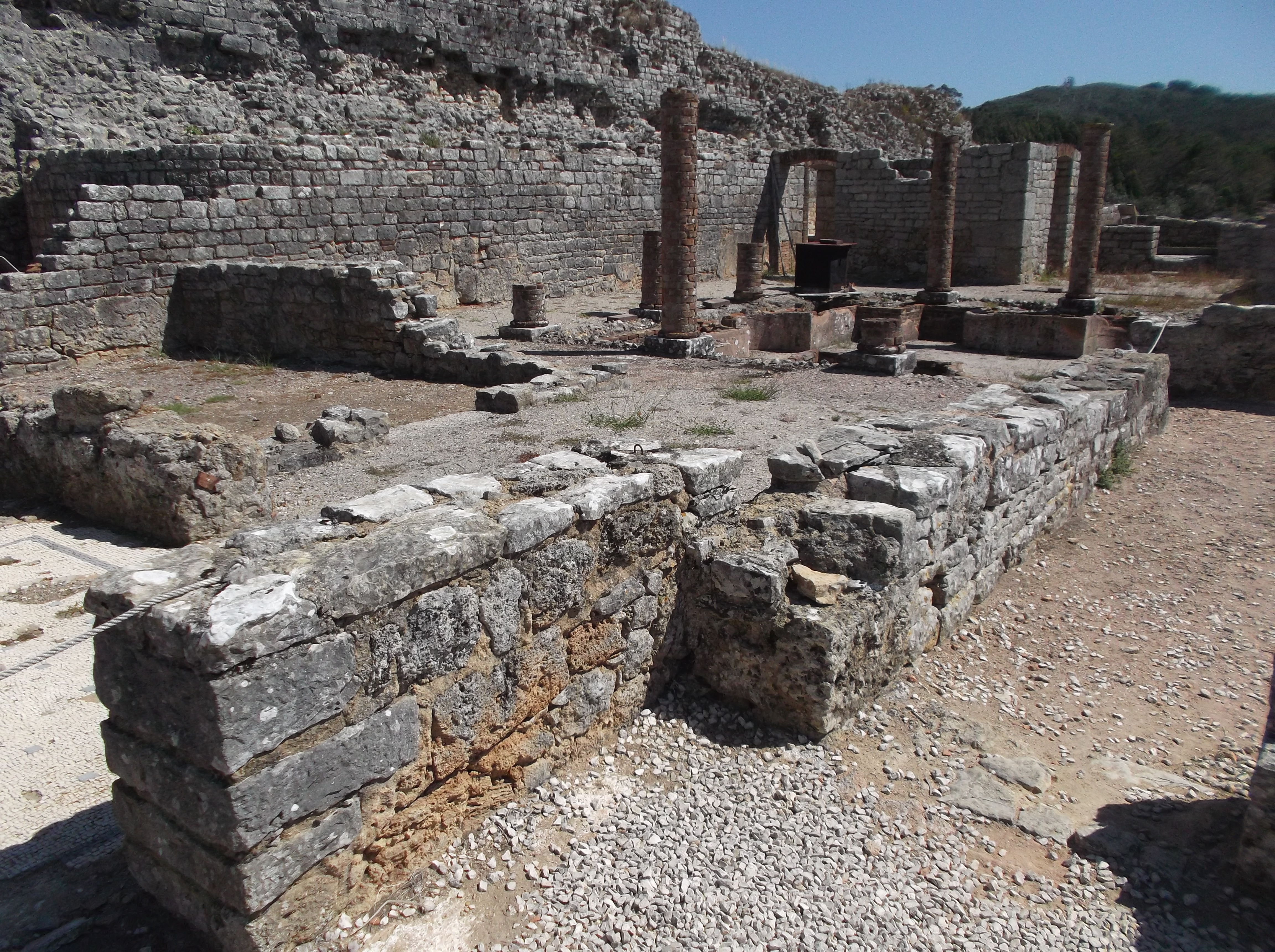
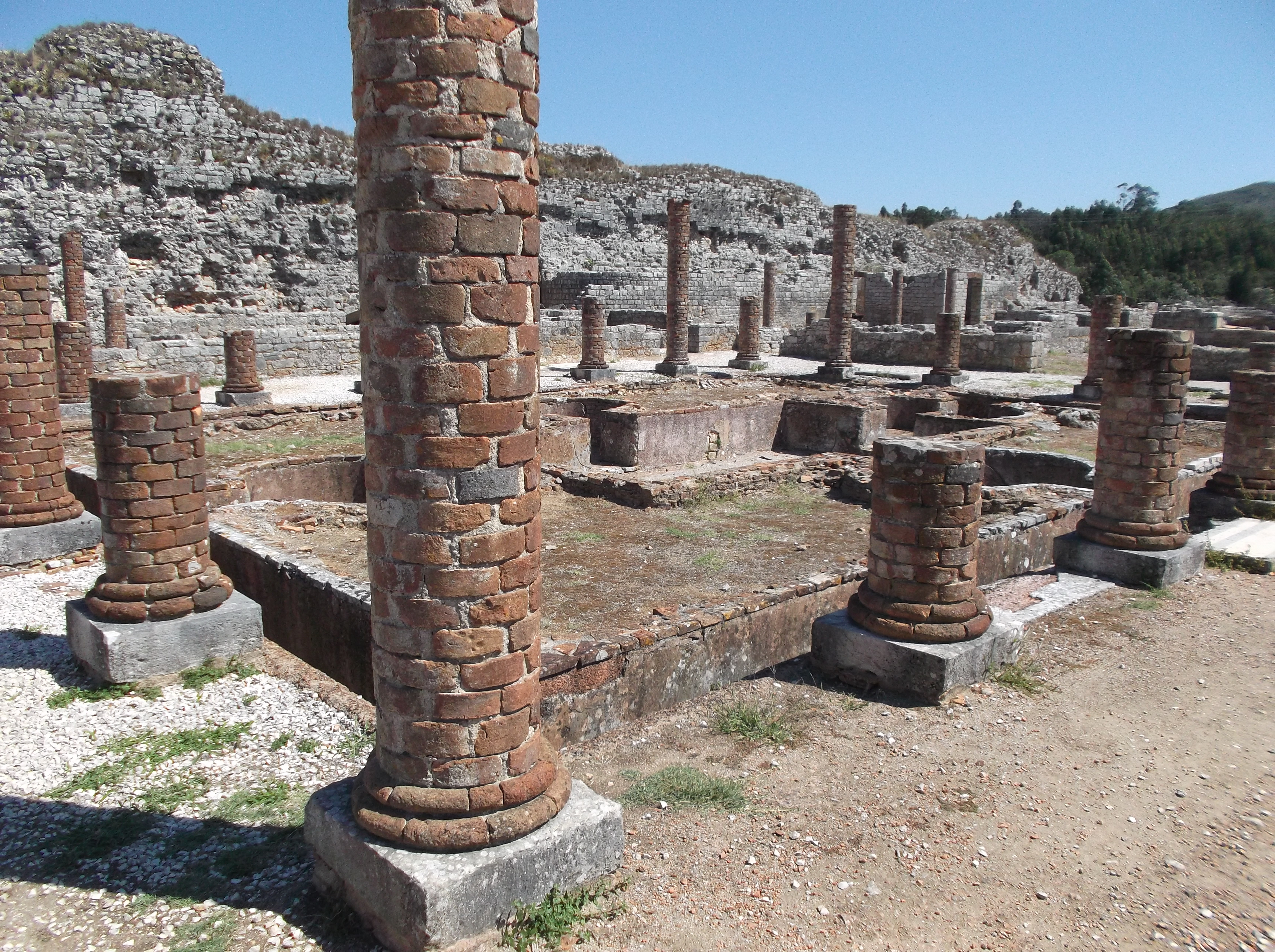
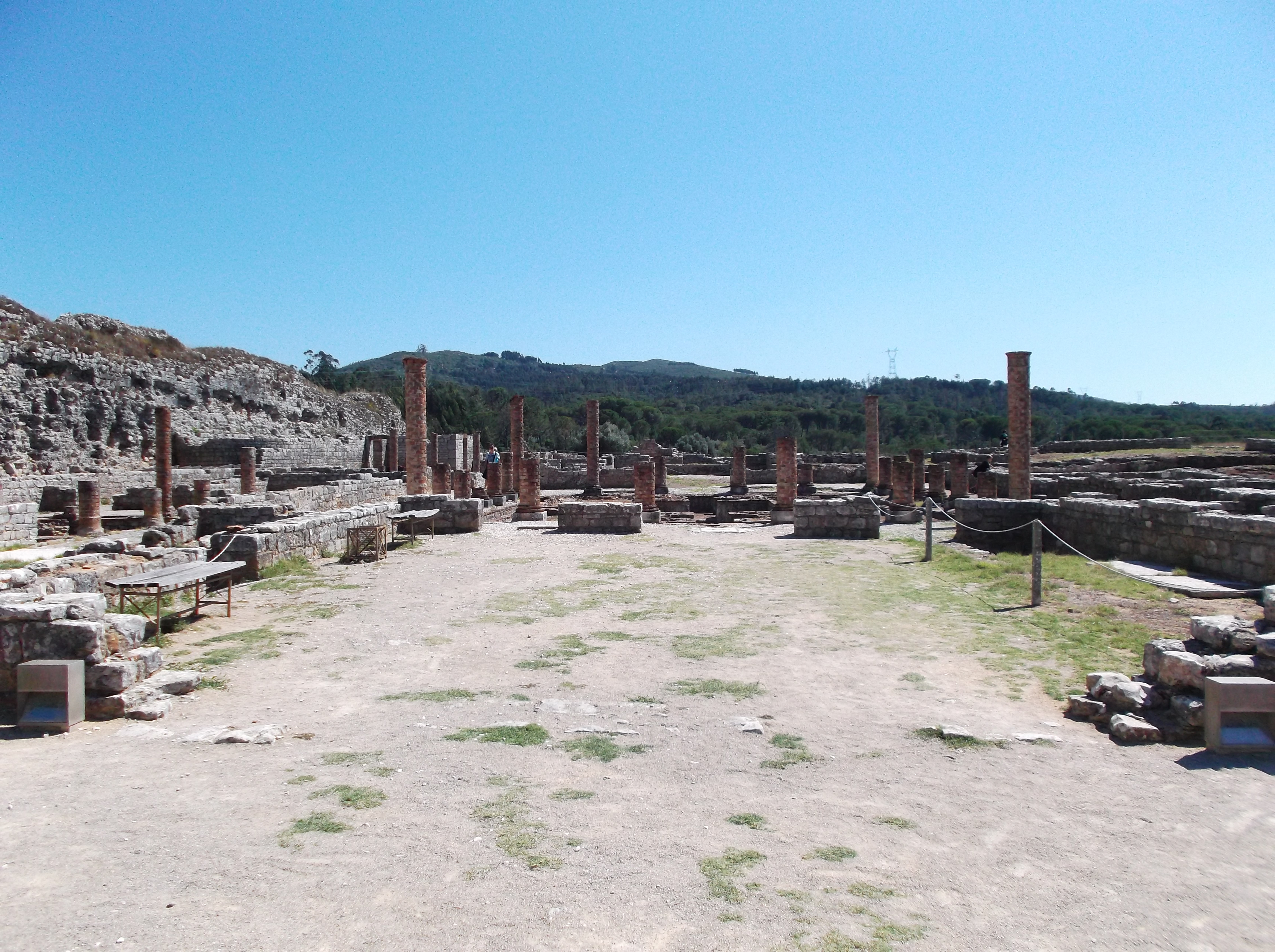
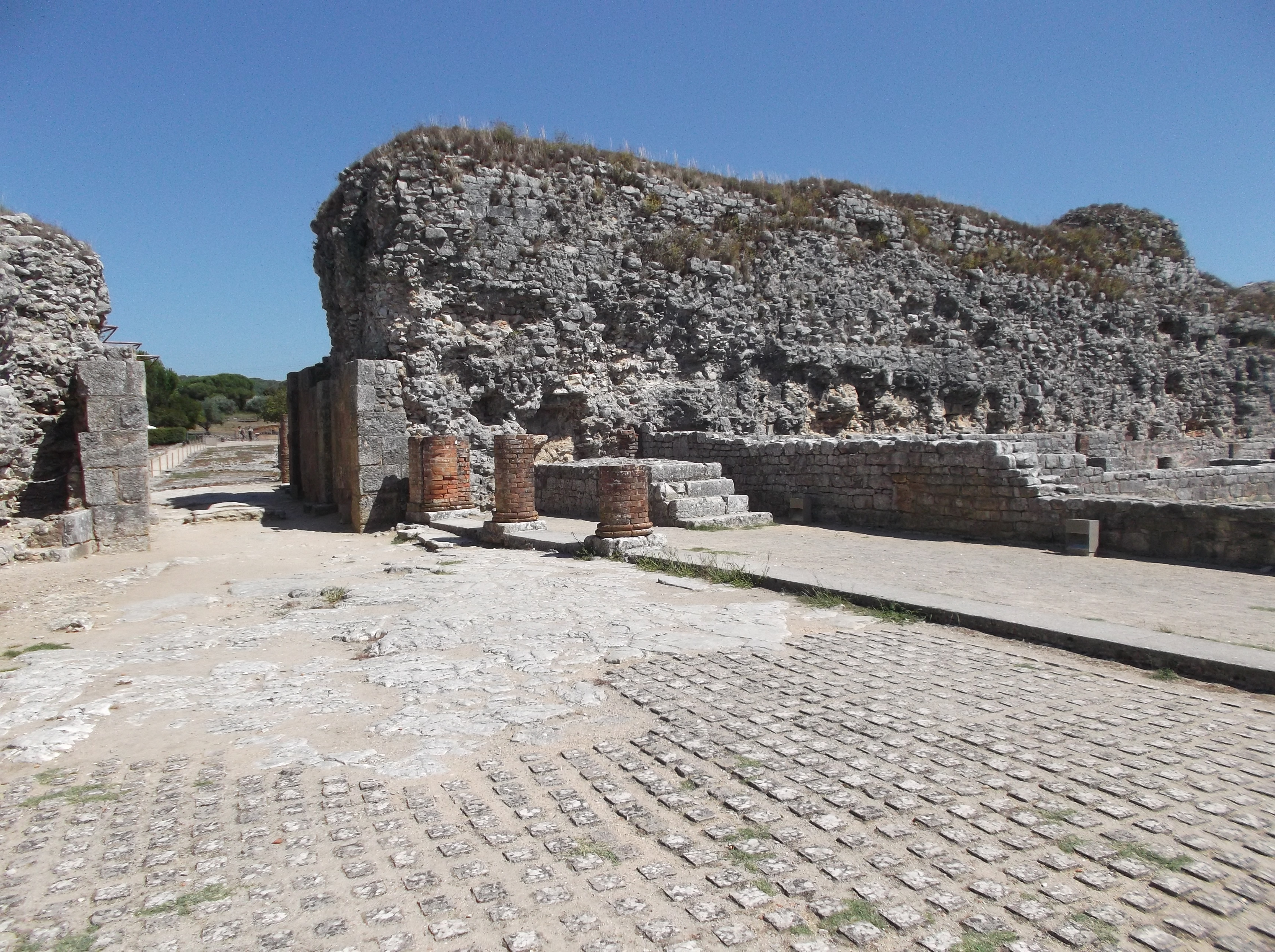

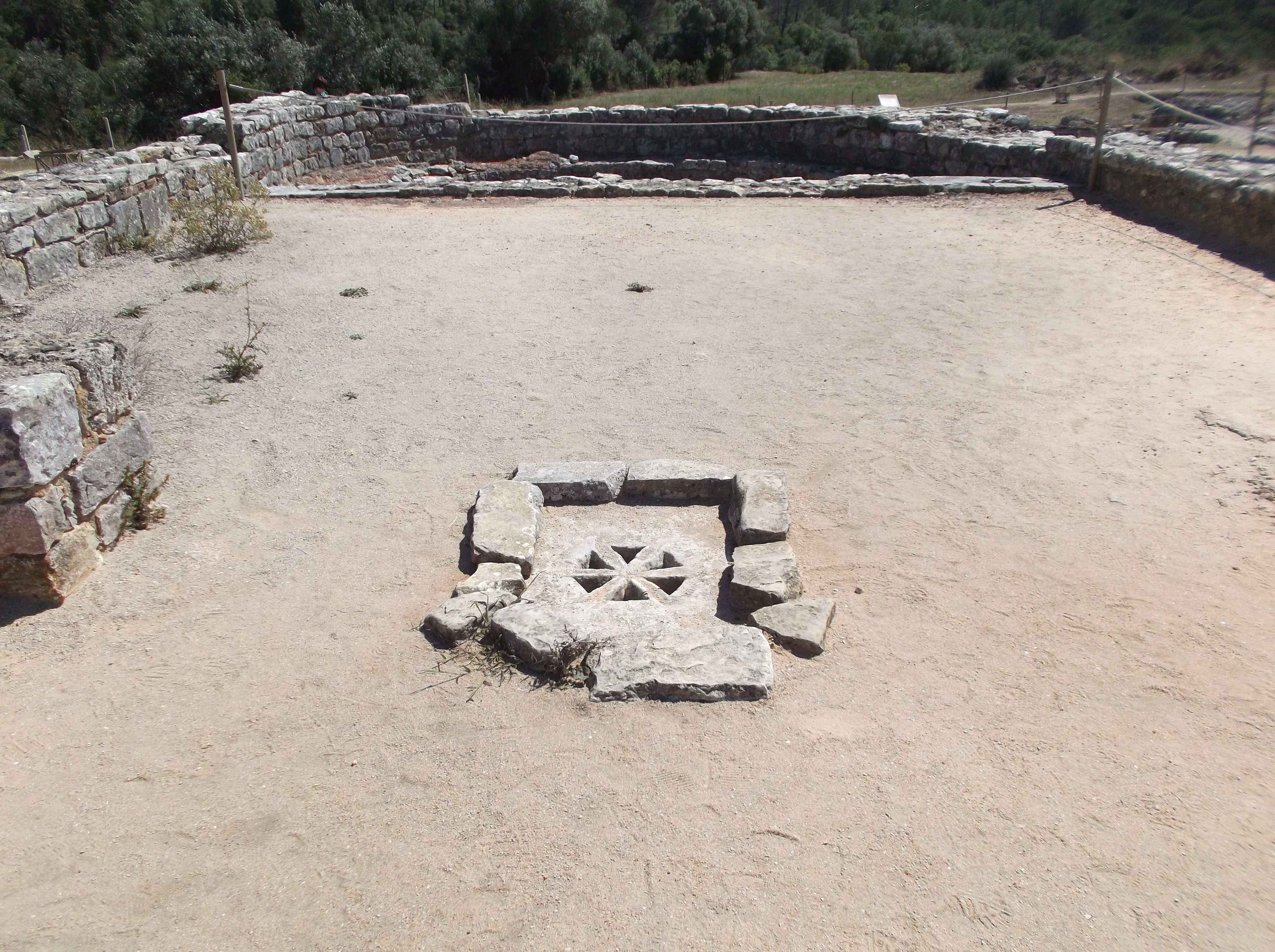
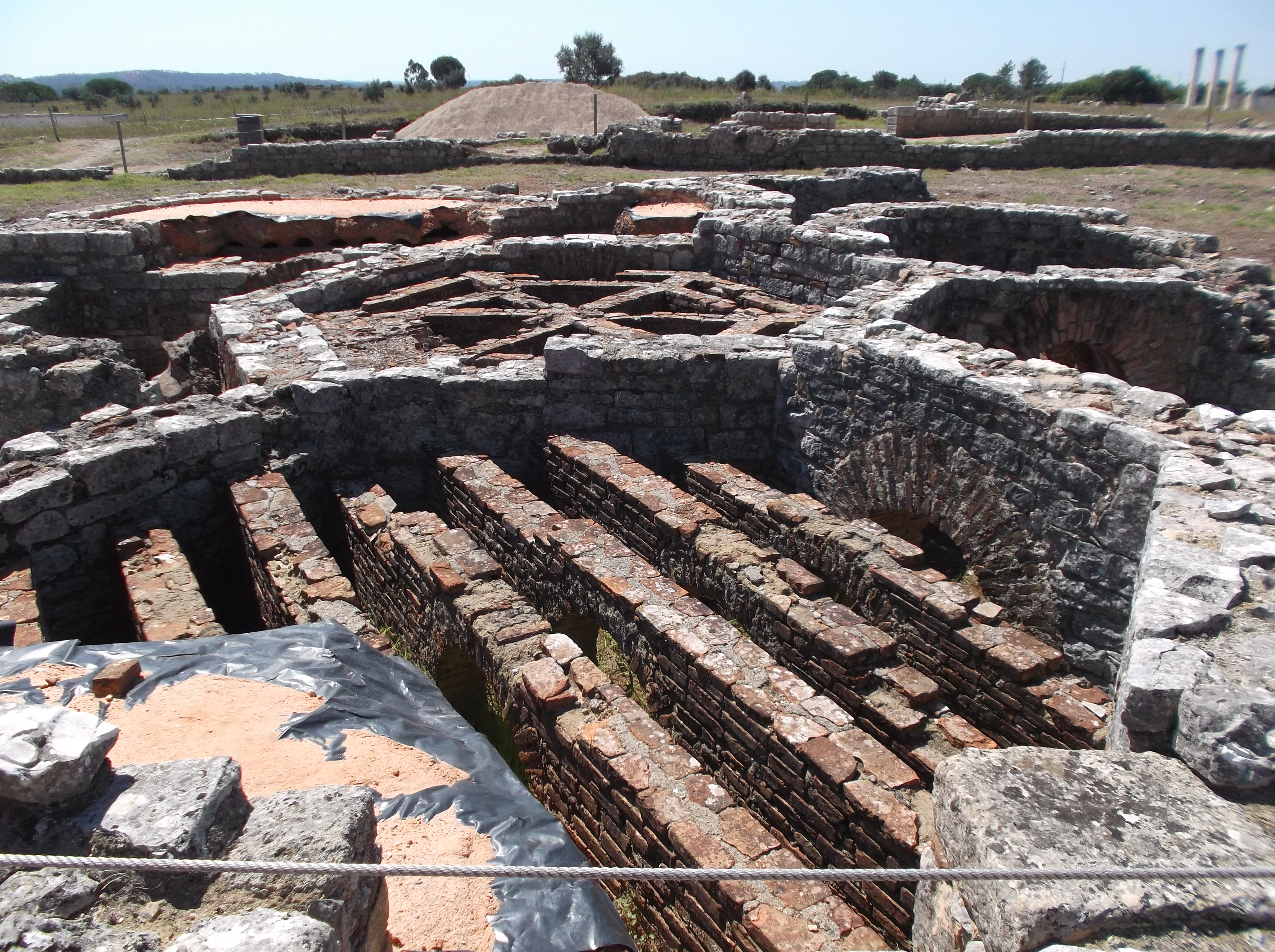
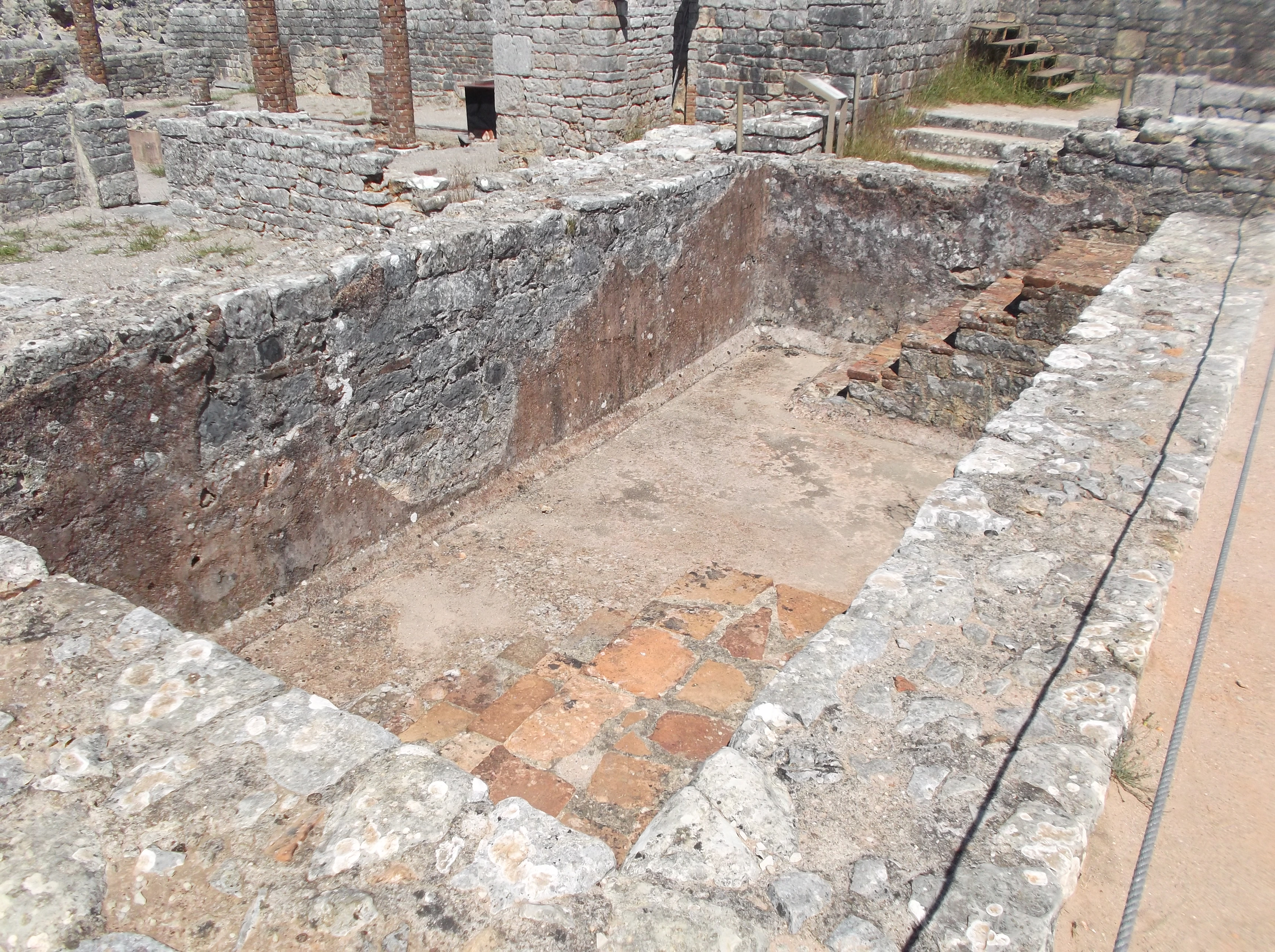
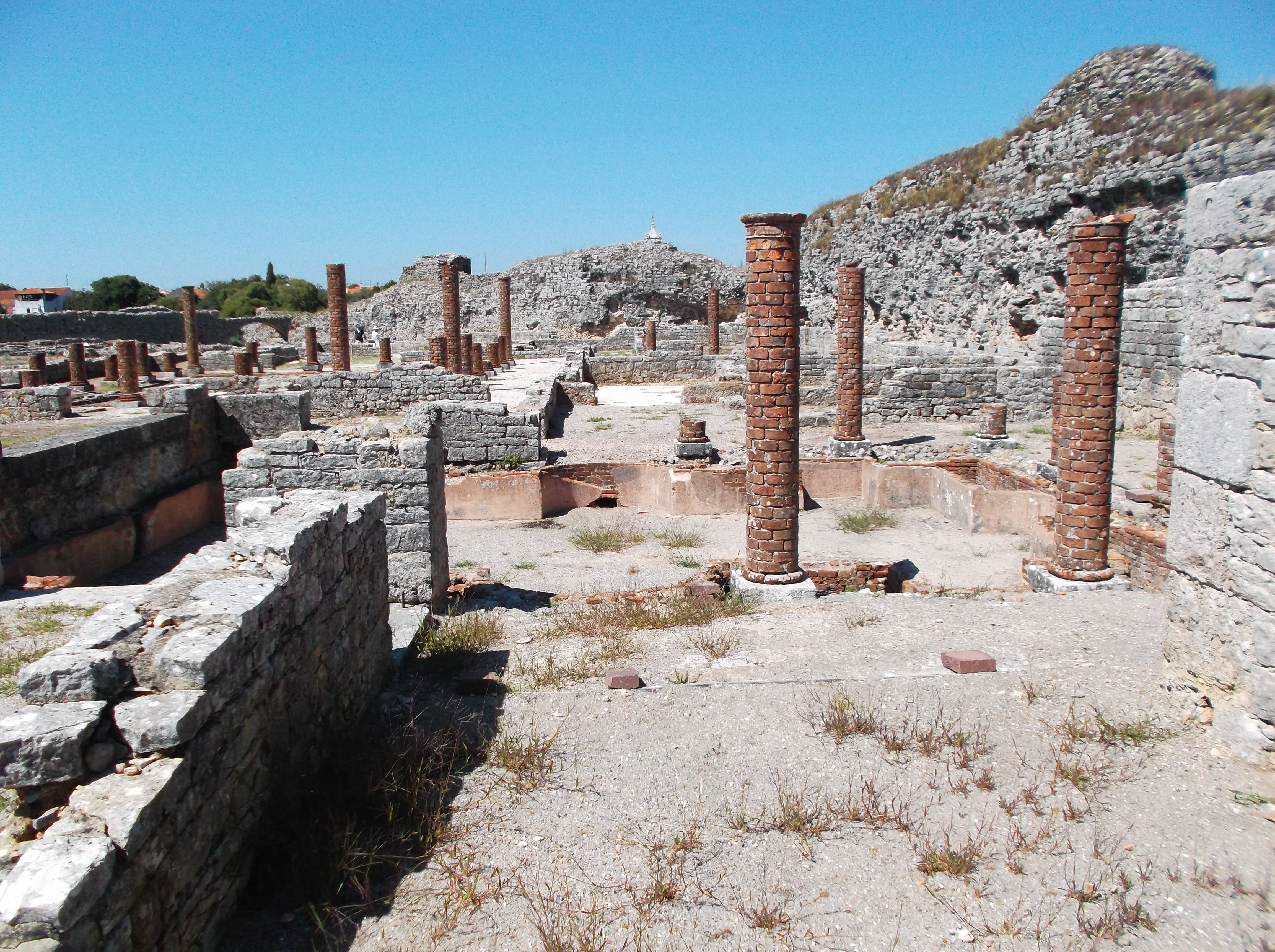